# Английска литература
Английската литература (на английски: English literature) е термин, който се отнася до литературата, писана на английски език, включително литература създадена на английски от автори, които не са непременно от Англия – Джоузеф Конрад е поляк, Робърт Бърнс е шотландец, Джеймс Джойс е ирландец, Дилън Томас е уелсец и т.н. С други думи английската литература е разнообразна, точно както и разновидностите, и диалектите на английския език, който е говорен по света. В университетите терминът обикновено обозначава департаментите, катедрите, факултетите и програмите практикуващи обучение по английски в гимназиалните и други учебни системи. Като най-популярен сред английските поети се отличава Уилям Шекспир.
За разлика от съвременната, староанглийската литература или англосаксонска включва литературните текстове, писани на староанглийски или англосаксонски език. Тя обхваща периода от установяването на германските племена – англи, сакси, юти и други, на територията на Британия в средата на V в., след оттеглянето на римските гарнизони, до нахлуването и завоюването на английските земи от норманите през 1066 г.